# Vresse-sur-Semois
Vresse-sur-Semois (en való Vresse) és un municipi belga de la província de Namur a la regió valona. Es troba a 10 kilòmetres de la frontera francesa i comprèn les localitats de Alle, Bagimont, Bohan, Chairière, Laforêt, Membre, Mouzaive, Nafraiture, Orchimont, Pussemange, Sugny i Vresse.